# Joseph von Reventlow-Criminil
Joseph Carl Graf von Reventlow-Criminil (* 9. Februar 1797 in Hamburg; † 17. Juni 1850 auf Gut Emkendorf) war ein schleswig-holsteinischer Gutsbesitzer, Verwaltungsbeamter und Politiker.

## Familie
Joseph Graf von Reventlow-Criminil wurde als Joseph Merchier de Criminil geboren und war der Sohn von Caroline Friederike Schimmelmann (1778–1858) aus der Ehe mit Francois Valentine, Marquis le Merchier de Criminil (1753–1813), der als adliger Flüchtling der Französischen Revolution nach Norddeutschland und auf Emkendorf untergekommen war. Nach dem Tod seines Vaters wurde Joseph  gemeinsam mit seinem Bruder Heinrich 1814 als Adoptivsohn von Friedrich Karl von Reventlow und dessen Ehefrau Julia, der Tante seiner Mutter, angenommen und als Reventlow-Criminil in den dänischen Grafenstand erhoben. Nach dem Tod seines Adoptivvaters 1828 wurde er dessen Alleinerbe und Herr auf Emkendorf. 
Er heiratete 1820 in Nizza die 19 Jahre ältere Witwe Charlotte Juliane (1778–1857), geb. Platen-Hallermund, Tochter von Ernst Franz von Platen-Hallermund, Witwe von Friedrich Freiherr Blome (* 15. Februar 1769; † 12. September 1818) und Mutter von Otto von Blome (1795–1884) und Adolf von Blome (1798–1875). Das einzige Kind des Paares war Carl Adelbert Felix Graf von Reventlow-Criminil (* 9. August 1821 in Marseille; † 11. Januar 1908 in Emkendorf).

## Leben
Ab 1815 studierte er Rechtswissenschaften gemeinsam mit seinem Bruder Heinrich und ihrem Vetter Eugen von Reventlow Rechtswissenschaften an der Universität Kiel und ab 1816 an der Universität Göttingen. Das Examen legte er 1819 in Glückstadt ab. Auf einer Italienreise gemeinsam mit seinem Freund Otto von Blome und dessen Familie heiratete er 1820 in Nizza dessen verwitwete Mutter Charlotte von Blome und nicht, wie erwartet, die Schwester seines Freundes. Er trat in den Staatsdienst der Herzogtümer ein und wurde schließlich nach Antritt seines Erbes 1829 Amtmann in Rendsburg, so dass er in Emkendorf wohnen konnte. 1835 wurde er Mitglied der Holsteinischen Ständeversammlung als Vertreter der adligen Güter und deren Vizepräsident. 1837 erfolgte die Rezeption (recepti) in die Schleswig-Holsteinische Ritterschaft für ihn und seine Nachkommen, allerdings geknüpft an das Eigentum von Gut Emkendorf, so dass diese 1929 mit dem Verkauf des Gutes für die Nachfahren erlosch. 1842, im Zusammenhang mit dem Aufstieg seines Bruders Heinrich am Dänischen Hof in Kopenhagen zum dänischen Außenminister, wurde er Direktor der Kanzlei für Schleswig-Holstein und Lauenburg und Königlicher Kommissar in den Ständeversammlungen für Holstein und für Schleswig. Ab 1846 war er nur noch Kommissar für die holsteinische Ständeversammlung in Itzehoe. Wegen seiner Sympathien für die schleswig-holsteinische Bewegung geriet er bei Hofe in Kopenhagen in Misskredit und König Christian VIII. musste 1846 seinem Entlassungsgesuch entsprechen. Er ernannte Reventlow-Criminil jedoch noch im gleichen Monat zum Oberpräsidenten von Altona. Als solcher wechselte er 1848 die Seite und erkannte die Provisorische Regierung Schleswig-Holsteins an. Durch seinen frühen Tod dürfte er einem Disziplinarverfahren entgangen sein. Er wurde in der Pfarrkirche für Emkendorf, der Kirche St. Catharinen in Westensee bestattet.

## Auszeichnungen
- Hofjägermeister
- Kammerherr
- Geheimer Konferenzrat
- Träger des Großkreuzes des Dannebrogordens (1842)